# Český národní symfonický orchestr
Český národní symfonický orchestr (tschechisch für Tschechisches Nationales Symphonieorchester; offizieller internationaler Name: Czech National Symphony Orchestra, abgekürzt: ČNSO bzw. CNSO) ist ein tschechisches Sinfonieorchester aus Prag. 
Es wurde 1993 von dem Trompeter Jan Hasenöhrl gegründet und erfuhr in seinen Anfangsjahren Förderung und Unterstützung durch den international renommierten tschechischen Dirigenten Zdeněk Košler. 1996 wurde der Amerikaner Paul Freeman Chefdirigent des Orchesters und blieb für zehn Jahre in dieser Position. Seit 2007 leitet heute wieder ein Tscheche, Libor Pešek, das Ensemble.
Das Tschechische National-Sinfonieorchester zählt heute sowohl zu Tschechiens als auch Europas bekanntesten Orchestern, vor allem aufgrund seiner Vielseitigkeit im Programm, das neben klassischer Konzertmusik auch moderne Genres wie Filmmusik, Jazz und Musical abdeckt. Ferner ist das Orchester Initiator des Musikfestivals Prague Proms, das jährlich Künstler aus der ganzen Welt und unterschiedlichster Stilrichtungen wie Wynton Marsalis, John Pizzarelli, Mnozil Brass oder die Brecker Brothers anzieht.
Die Heimbühne des Orchesters ist die Smetanova síň im Obecní dům, international bekannt als Municipal House, in Prag. Internationale Gäste wie Ennio Morricone, Lalo Schifrin, James Morrison, Il Divo oder Andrea Bocelli besuchten Prag bereits um hier mit dem Orchester aufzutreten oder aufgrund gemeinsamer Aufnahmen im orchestereigenen CNSO Soundtrust Studio. Selber als Gast geladen trat das Orchester bereits europaweit in renommierten Häusern wie in Deutschland unter anderem in der Elbphilharmonie Hamburg, Berliner Philharmonie  oder dem Gewandhaus auf, teilweise in Kollaboration mit weltbekannten Sängern wie Rolando Villazón.